# Stedelijk Gymnasium Leeuwarden
Het Stedelijk Gymnasium Leeuwarden is een openbare school. Het is een van de twee zelfstandige gymnasia in de provincie Friesland, evenals het Christelijk Gymnasium Beyers Naudé. De school is een categoriaal gymnasium in Leeuwarden. De historie van de school voert terug naar het jaar 1525 als Latijnse school. De school was enkele jaren vernoemd naar Pieter Jelles Troelstra. Het schoolblad De Stentor werd in 1949 opgericht.
Tegenwoordig maakt de school samen met scholen in buurgemeenten deel uit van de Piter Jelles scholengemeenschap. De school heeft ongeveer 450 leerlingen.

## Bekende oud-leerlingen
- Piet Paaltjens (1835), dichter
- Lourens Alma Tadema (1836), kunstschilder
- Frederik August Stoett (1863), taalkundige
- Hendrik de Buck (1893), bibliothecaris
- Jacobus Johannes Westendorp Boerma (1901), historicus
- Sytse Douma (1942), bedrijfskundige
- Louis Lyklema (1946), gedeputeerde Friesland
- Pia Dijkstra (1954), nieuwslezer, D66-Kamerlid
- Sacha Prechal (1959), rechter
- Dorien Manting (1961), professor aan de Universiteit van Amsterdam
- Coen van Zwol (1963), NRC-journalist vanaf 1992, waarvan Ruslandcorrespondent 2000-2007; schrijver; historicus
- Wilfred Genee (1967), presentator
- Tjalling van der Goot (1967), advocaat
- Marileen Dogterom (1967), hoogleraar bionanoscience en winnaar Spinozapremie 2018
- Aukje Nauta (1967), professor aan de Universiteit van Amsterdam
- Ina Adema (1968), commissaris van de Koning in Noord-Brabant
- Diederik Samsom (1971), fractievoorzitter voor de PvdA in de Tweede Kamer
- Annemarie Kas (1983), correspondent bij NRC media
- Iris de Graaf (1991), verslaggever voor het NOS journaal
- Itzhak de Laat (1994), shorttracker
- Joost Klein (1997), muzikant en inzending voor het Eurovisiesongfestival van 2024
- Kik Pierie (2000), voetballer

## Bekende oud-docenten
- Pieter Hendrik van Moerkerken (1861), een in de negentiende eeuw zeer bekend Nederlands en Engels letterkundige.[1]
- Eduard C. Scholl, voormalig schaakkampioen Nederland.
- Walther Walther Boer, voormalig rector, officier in de orde van Oranje-Nassau, kreeg de Aed Levwerd Pommeranten Pries 2004.
- Alle Pieron, voormalig filosofiedocent, eerste docent die filosofie-examen afnam in Nederland in 1974.[2]

## Trivia
- Deze school was een opnamelocatie voor het eerste seizoen van de politieserie Moordvrouw.
- Oud-leerling en oud-docent Jan Melein gebruikte de school als eerste testlocatie voor zijn Hydrowashr, waarmee leerlingen met slechts 10 ml water, zonder zeep en zonder doekjes handen kunnen wassen en drogen.[3]